# Cercospora sorghi
Cercospora sorghi är en svampart som beskrevs av Ellis & Everh. 1887. Cercospora sorghi ingår i släktet Cercospora och familjen Mycosphaerellaceae.   Inga underarter finns listade i Catalogue of Life.